# 大隅石
大隅石（おおすみせき、osumilite）は、鉱物（ケイ酸塩鉱物）の一種。化学組成は (K,Na,Ca)(Fe,Mg)2(Al,Fe3+)3Si10Al2O30・H2O、結晶系は六方晶系。大隅石グループの鉱物。
鹿児島県垂水市咲花平で発見され、1956年に都城秋穂によって新種記載された。名前は発見地の大隅半島にちなむ。

## 産出地
日本では、原産地のほかに、鹿児島県内各地の流紋岩内や岐阜県飛騨市月ヶ瀬や伊豆諸島の神津島などで産する。
主に流紋岩やデイサイトなどの優白質火山岩中に産する。

## 性質・特徴
菫青石によく似ている（色合い及び多色性が酷似する）。
普通は結晶の大きさは数mm程度までである。
マグネシウムが2価の鉄よりも多いものは苦土大隅石と呼ばれるが、肉眼での判別はできない。

## サイド・ストーリー
戦前に益富壽之助によって初めて発見され、1942年に森本良平がもらい受けて分析し、1949年に論文として発表されたが、当時は菫青石と誤認された。ただし、この時点で菫青石にはないカリウムの存在及び光学的一軸性が指摘されていた。
東京大学の都城は、森本から試料を譲り受けて分析した結果、1951年には新鉱物という結論に達し、1953年に日本語論文で発表、1956年に正式に新種記載された。命名は久野久による。
都城が発表した化学式及び構造はその後修正され、端成分は鉄とされた。一部の論文に記述されていたマグネシウムを含む「苦土大隅石」は、記載論文が無いまま国際鉱物学連合において既成事実化した。その点に注目したロシアの研究チームがドイツ産の標本を元に論文を発表し、苦土大隅石は2012年に新種記載された。
益富は、大隅石発見に貢献したことから1973年に櫻井賞の第3号メダルを授与された。

## 大隅石グループ
- アルミノ杉石（Aluminosugilite) - KNa2Al2Li3Si12O30）[11]
- armenite(?) - BaCa2Al6Si9O30・2H2O
- berezanskite - KLi3Ti2Si12O30
- brannockite - KLi3Sn2Si12O30
- chayesite - K(Mg,Fe2+)4Fe3+Si12O30
- darapiosite - KNa2Li(Mn,Zn)2ZrSi12O30
- dusmatovite - K(K,Na,□)(Mn2+,Y,Zr)2(Zn,Li)3Si12O30
- eifelite - KNa3Mg4Si12O30
- emeleusite - Na4Li2Fe3+2Si12O30
- merrihueite - (K,Na)2(Fe2+,Mg)5Si12O30
- ミラー石 (milarite) - KCa2AlBe2Si12O30・0.5H2O
- 大隅石 (osumilite) - (K,Na)(Fe2+,Mg)2(Al,Fe3+)3(Si,Al)12O30
- 苦土大隅石 (osumilite-(Mg)) - (K,Na)(Mg,Fe2+)2(Al,Fe3+)3(Si,Al)12O30
- ポードレッタイト（poudretteite） - KNa2B3Si12O30
- ロダー石 (roedderite) - (Na,K)2(Mg,Fe2+)5Si12O30
- ソグド石 (sogdianite) - (K,Na)2(Li,Fe2+)3(Zr,Ti,Fe3+)Si12O30
- 杉石 (sugilite) - KNa2(Fe2+,Mn2+,Al)2Li3Si12O30
- 八木石 (yagiite) - (Na,K)1.5Mg2(Al,Mg)3(Si,Al)12O30